# 佐野賀世子
佐野 賀世子（さの かよこ、1993年6月25日 - ）は、富山県高岡市出身の、日本人の女子柔道選手である。階級は63kg級。身長167cm。血液型はA型。組み手は左組み。段位は弐段。得意技は内股。趣味は音楽鑑賞と人間観察。

## 経歴
柔道は10歳の時に高岡西条スポーツ少年団で始めた。芳野中学に進むと、富山県からオリンピック選手を輩出する目的で設立された「さくら柔道塾」に入門して、そこで寮生活を送ることになった。1年の時には早くも全国中学校柔道大会の57kg級に出場すると、戸塚中学2年の武村綾華に大外刈で敗れるも3位となった。翌年には階級を63kg級に上げると、個人戦では準決勝で津島中学3年の木村輝美に横四方固で敗れて前年に続き3位となると、団体戦でも3位になった。3年の時は団体戦では前年に続いて3位だったが、個人戦では決勝まで進むものの、相原中学2年の田代未来に判定負けして2位にとどまった。
2009年に高岡龍谷高校に進むと、インターハイでは2年の時に団体戦では3位だったが、個人戦の63kg級では決勝まで進むものの、淑徳高校3年の太田晴奈に大内刈で敗れて2位だった。3年の時には個人戦で松商学園高校1年の津金恵を内股の技ありで破って優勝した。団体戦でも中学の時から団体戦では一緒に活躍していた1歳年下の長内香月とともに優勝に貢献して2冠を達成した。続く全日本ジュニアでも決勝で太田から大外刈と大内刈で有効２つを取って優勝を果たした。しかしながら、インターハイと全日本ジュニアで立て続けに好内容で優勝しながら世界ジュニア代表には選出されなかった。(世界ジュニアには太田が代表に選ばれて優勝を果たした)。世界ジュニア代表は各階級2名まで選出可能でありながら、敢えてその権利を行使せず代表になるチャンスさえ与えなかったことに、一部から疑問の声も上がった。さらには、これだけの実績をジュニアで積みながら、講道館杯への出場を阻まれただけでなく、冬季海外遠征のメンバーにもこの階級のジュニア選手が3名ほど選出されたのとは対照的に一切選出されなかったことで、強化委員会にさらなる疑問の声が沸き上がった(但し、全柔連ではなく全国高体連柔道専門部によって派遣される、フランスでのエクサンプロヴァンスジュニア国際大会代表には選出されて優勝を果たした)。
2012年には山梨学院大学法学部法学科に進学した。1年の時には9月の全日本ジュニア決勝で津金と対戦して小外刈で有効を先取しながら、内股で逆転負けを喫して2連覇はならなかった。続くアジアジュニアではオール一本勝ちで優勝を飾った。11月にはようやく講道館杯に出場する運びとなったが、準々決勝でコマツの片桐夏海にGSに入ってから小内刈の技ありで敗れると、その後の3位決定戦でも淑徳高校3年の田代に払腰の技ありで敗れて5位にとどまった。12月にはワールドカップ・チェジュを制して、シニアの国際大会初優勝を飾った。2013年2月のヨーロッパオープン・オーバーヴァルトでは、決勝で了徳寺学園職員の田中美衣に指導1で敗れて2位にとどまった。
2年の時には7月にユニバーシアードに出場するも、決勝でフランスの選手に指導2で敗れた。
3年の時には全日本学生柔道優勝大会と体重別団体で山梨学院大学の2冠に貢献した。
4年の時には全日本学生柔道優勝大会で2連覇を達成した。体重別団体では決勝で帝京大学に敗れて2年連続団体2冠はならなかった。

## 戦績
- 2006年 -　全国中学校柔道大会　3位(57kg級)
- 2007年 -　全国中学校柔道大会　個人戦　3位　団体戦　3位
- 2008年 -　全国中学校柔道大会　個人戦　2位　団体戦　3位
- 2009年 -　インターハイ　5位
- 2010年 -　全国高等学校柔道選手権大会　5位
- 2010年 -　インターハイ　個人戦　2位　団体戦　3位
- 2010年 -　全日本ジュニア　5位
- 2011年 -　インターハイ　個人戦　優勝　団体戦　優勝
- 2011年 -　全日本ジュニア　優勝
- 2011年 -　エクサンプロヴァンスジュニア国際　優勝
- 2012年 -　全日本学生柔道優勝大会　2位
- 2012年 -　韓国ジュニア国際　優勝
- 2012年 -　全日本ジュニア　2位
- 2012年 -　アジアジュニア　優勝
- 2012年 -　国体 成年女子の部　3位
- 2012年 -　体重別団体　2位
- 2012年 -　講道館杯　5位
- 2012年 -　ワールドカップ・チェジュ　優勝
- 2013年 -　ヨーロッパオープン・オーバーヴァルト　2位
- 2013年 -　全日本学生柔道優勝大会　2位
- 2013年 - ユニバーシアード　2位
- 2013年 - 学生体重別　3位
- 2014年 -　全日本学生柔道優勝大会　優勝
- 2014年 - 学生体重別　5位
- 2014年 -　体重別団体　優勝
- 2015年 -　全日本学生柔道優勝大会　優勝
- 2015年 -　体重別団体　2位

(出典、JudoInside.com)